# تئاتر سنت مارتین
تئاتر سنت مارتین (انگلیسی: St Martin's Theatre) یک سالن نمایش در لندن، انگلستان است.
این سالن تئاتر که در خیابان وست قرار دارد در سال ۱۹۱۶ میلادی تأسیس شده و جزئی از تئاتر وست اند محسوب می‌شود. تئاتر سنت مارتین ۵۵۰ نفر ظرفیت دارد.